# Formazione Nemegt
La Formazione Nemegt è una formazione geologica situata nel deserto del Gobi, in Mongolia, risalente alla fine del periodo Cretaceo. Si sovrappone con la formazione Barun Goyot. La formazione è composta da sedimenti di canali di un antico fiume in cui sono stati ritrovati vari fossili di pesci, tartarughe, coccodrilli, uccelli ed una notevole biodiversità di dinosauri. Il clima, all'epoca, era umido e ciò consentiva la crescita di piante che formavano un'ampia zona forestale. Tale ipotesi è anche confermata dal ritrovamento di tronchi fossilizzati. Non c'è una datazione precisa della Formazione Nemegt, tuttavia, l'ipotesi più accreditata è che questa risalga all'inizio del Maastrichtiano, circa 71-69 milioni di anni fa.

## Descrizione
La Formazione Nemegt è composta da scisti e arenarie depositati in antichi laghi, ruscelli e in pianure alluvionali. La frazione di Altan Ula fu descritta da Michael Novacek (1996) come "un canyon scavato in una ricchissima serie di rocce sedimentarie" con "ripide scogliere e pareti strette". La presenza di legno fossilizzato e i resti fossili di conifere del genere Araucariaceae, indicano che le foreste della Formazione Nemegt erano boscose, composte da alberi ad alto fusto e bassi cespugli erbosi. Dai segni presenti sulle facies della roccia si può dedurre la presenza di flussi d'acqua, canali, distese fangose e laghi poco profondi. Tale ambiente ricco di vegetazione e acqua costituiva un habitat perfetto per una grande biodiversità, consentendo la sopravvivenza nel luogo anche di grandi dinosauri del Cretaceo.

## Flora e Fauna della Formazione Nemegt

### Dinosauri

#### Teropodi

##### Oviraptorosauri
| Genere       | Specie                 | Luogo del ritrovamento                      | Posizione stratigrafica    | Materiale | Note                | Immagine |
| ------------ | ---------------------- | ------------------------------------------- | -------------------------- | --- | ------------------- | -------- |
| Avimimus     | Avimimus portentosus   |                                             |                            | | Un avimimide.       |          |
| Avimimus     | Avimimus nemegtensis   |                                             |                            | | Un avimimide.       |          |
| Elmisaurus   | Elmisaurus rarus       |                                             |                            | "Ossa dei piedi e delle mani."                                                                                                   | Un caenagnathidae.  |          |
| Conchoraptor | C. gracilis            | - Omnogov                                   | - Red Beds di Hermiin Tsav | "Uno scheletro parziale comprendente il cranio, quattro crani parziali e numerosi frammenti di cranio ed elementi postcraniali." |                     |          |
| Gobiraptor   | G. minutus             | - Sito Altan Uul III, Provincia di Ömnögovi |                            | Uno scheletro parziale di un esemplare giovane.                                                                                  |                     |          |
| Nemegtomaia  | Nemegtomaia barsboldi  |                                             |                            | | Un oviraptoride     |          |
| Nomingia     | N. gobiensis           |                                             |                            | | Un oviraptosauride. |          |
| Oksoko       | O. avarsan             |                                             |                            | Diversi scheletri associati | Un oviraptoride     |          |
| Rinchenia    | Rinchenia mongoliensis |                                             |                            | "Un cranio ed elementi postcraniali."                                                                                            | Un oviraptosauride. |          |

##### Paraviani
| Genere          | Specie                    | Luogo del ritrovamento | Posizione stratigrafica | Materiale                                                   | Note                                                     | Immagine |
| --------------- | ------------------------- | ---------------------- | ----------------------- | ----------------------------------------------------------- | -------------------------------------------------------- | -------- |
| Adasaurus       | Adasaurus mongoliensis    |                        |                         | "Un cranio parziale e frammenti di materiale postcranico."  | Un dromaeosauride.                                       |          |
| Borogovia       | Borogovia gracilicrus     |                        |                         | "Arti posteriori parziali."                                 | Un troodontide.                                          |          |
| Gurilynia       | Gurilynia nessovi         |                        |                         | "Cintura scapolare e alcuni elementi degli arti anteriori." | Un enantiornithine.                                      |          |
| Judinornis      | Judinornis nogontsavensis |                        |                         | "Alcune vertebre."                                          | Un hesperornithide.                                      |          |
| Saurornithoides | S. junior                 |                        |                         |                                                             | Riclassificato come Zanabazar junior                     |          |
| Teviornis       | Teviornis gobiensis       |                        |                         |                                                             | Un anseriforme imparentato con le moderne anatre e oche. |          |
| Tochisaurus     | Tochisaurus nemegtensis   |                        |                         | Un metatarso.                                               | Un troodontide.                                          |          |
| Zanabazar       | Zanabazar junior          |                        |                         | "Un cranio con frammenti postcraniali."                     | Un troodontide.                                          |          |

##### Altri coelurosauri
| Genere          | Specie                        | Luogo del ritrovamento | Posizione stratigrafica      | Materiale | Note | Immagine |
| --------------- | ----------------------------- | ---------------------- | ---------------------------- | --- | --- | -------- |
| Alioramus       | Alioramus remotus             |                        |                              | | Un tirannosauride, presente anche nei Letti del Nogoon Tsav. I fossili del Nemegt sono stati riclassificati come A. altai. |          |
| Alioramus       | Alioramus altai               |                        |                              | | Un tirannosauride. |          |
| Anserimimus     | Anserimimus planinychus       |                        |                              | "Materiale postcraniale incompleto." | Un ornithomimide. |          |
| Bagaraatan      | Bagaraatan ostromi            |                        |                              | "Un cranio frammentario e materiali postcraniali." | Un coelurosauro di incerta classificazione                                                                                 |          |
| Deinocheirus    | Deinocheirus mirificus        |                        |                              | "Arti anteriori completi, cranio completo e buona parte dello scheletro."                                                                                | Un ornithomimosauro gigante.                                                                                               |          |
| Gallimimus      | Gallimimus bullatus           |                        |                              | "Tre scheletri quasi completi, completi di postcranio, cranio con associato un postcranio, [e] altri postcrani frammentari.", e due scheletri completi." | Un ornithomimide. |          |
| Mononykus       | Mononykus olecranus           |                        |                              | | Un alvarezsauride. |          |
| Nemegtonykus    | Nemegtonykus citus            |                        |                              | | Un alvarezsauride. |          |
| Raptorex        | Raptorex kreigsteni           |                        |                              | | Un tirannosauride, forse un giovane Tarbosaurus.                                                                           |          |
| Tarbosaurus     | Tarbosaurus bataar            |                        |                              | "Un cranio e due scheletri | Un tirannosauride, i cui scheletri articolati sono piuttosto comuni.                                                       |          |
| Therizinosaurus | Therizinosaurus cheloniformis | - Omnogov, Mongolia    | - White Beds of Hermiin Tsav | "Elementi delle braccia, comprendenti giganteschi artigli e le gambe."                                                                                   | Un therizinosauro gigante                                                                                                  |          |

#### Ornitischi
| Genere        | Specie                     | Luogo del ritrovamento | Posizione stratigrafica | Materiale                                                               | Note | Immagine |
| ------------- | -------------------------- | ---------------------- | ----------------------- | ----------------------------------------------------------------------- | --- | -------- |
| Barsboldia    | Barsboldia sicinskii       |                        |                         | "Osso sacro [e] pelvio."                                                | Un hadrosauride.                                                                                             |          |
| Dyoplosaurus  | Dyoplosaurus giganteus     |                        |                         |                                                                         | Un ankylosauride, solitamente considerato un sinonimo di Tarchia kielanae, oggi considerato un nomen dubium. |          |
| Homalocephale | Homalocephale calathoceros |                        |                         |                                                                         | Un pachycephalosauro.                                                                                        |          |
| Prenocephale  | P. prenes                  |                        |                         | "Un cranio completo e materiale postcranico."                           | |          |
| Saichania     | Saichania chulsanensis     |                        |                         | "Un cranio completo"                                                    | Un ankylosauro, ritrovato anche nella Formazione Barun Goyot.                                                |          |
| Saurolophus   | Saurolophus angustirostris |                        |                         | "Ritrovati ben quindici scheletri ed un cranio completo ed articolato." | Un hadrosauride.                                                                                             |          |
| Tarchia       | Tarchia teresae            |                        |                         |                                                                         | Un ankylosauro.                                                                                              |          |

#### Sauropodi
Attraverso una pista di impronte, descritte da Stettner, Persone e Currie (2018) e assegnate all'ichnogenere Brontopodus, si è accertata la presenza di un nuovo sauropode, più grande di qualsiasi altro sauropode di cui si conoscano resti scheletrici in Mongolia.
| Genere             | Specie                         | Luogo del ritrovamento | Posizione stratigrafica | Materiale                                                         | Note            | Immagine |
| ------------------ | ------------------------------ | ---------------------- | ----------------------- | ----------------------------------------------------------------- | --------------- | -------- |
| Nemegtosaurus      | Nemegtosaurus mongoliensis     |                        |                         | Un cranio completo, arti posteriori e vertebre caudali anteriori. | Un titanosauro. |          |
| Opisthocoelicaudia | Opisthocoelicaudia skarzynskii |                        |                         | "Uno scheletro privo di cranio e una serie cervicale."            | Un titanosauro. |          |

### Pterosauria
| Genere       | Specie        | Luogo del ritrovamento | Posizione stratigrafica | Materiale | Note | Immagine |
| ------------ | ------------- | ---------------------- | ----------------------- | --- | ---- | -------- |
| Azhdarchidae | Indeterminata | - Mongolia             |                         | Il ritrovamento di due vertebre cervicali nella Formazione Nemegt ha confermato la presenza di uno pterosauro gigante nella formazione. Le vertebre si presentano corte e spesse, molto simili a quelle dell'azhdarchide Hatzegopteryx, indicando uno pterosauro di grandi dimensioni e dal collo corto, con un'apertura alare compresa tra i 9,5-10 metri. Tuttavia, le vertebre del Nemegt sono più sottili di quelle del genere rumeno, indicando forse una differente dieta e biologia. (Tsuihiji et al., 2017). |      |          |

### Mammiferi
| Genere                   | Specie                      | Luogo del ritrovamento | Posizione stratigrafica | Materiale | Note                                               | Immagine |
| ------------------------ | --------------------------- | ---------------------- | ----------------------- | --------- | -------------------------------------------------- | -------- |
| Buginbaatar              | Buginbaatar transaltaiensis |                        |                         |           | Un multituberculato.                               |          |
| "Cranio del Gurlin Tsav" |                             |                        |                         |           | Un misterioso metatheria, forse uno sparassodonte. |          |

### Invertebrati
| Genere   | Specie | Luogo del ritrovamento | Posizione stratigrafica | Materiale | Note          |
| -------- | ------ | ---------------------- | ----------------------- | --------- | ------------- |
| Nemegtia |        |                        |                         |           | Un ostracode. |

### Uova Fossili
| Oogenere       | Oospecie                         | Luogo del ritrovamento | Posizione stratigrafica | Materiale                                           | Note                                            | Immagine |
| -------------- | -------------------------------- | ---------------------- | ----------------------- | --------------------------------------------------- | ----------------------------------------------- | -------- |
| Laevisoolithus | Laevisoolithus sochavai          |                        |                         | "Un uovo completo con il guscio parzialmente rotto" | Deposto da un uccello o da un piccolo teropode. |          |
| Subtiliolithus | Subtiliolithus microtuberculatus |                        |                         | "Frammenti di guscio"                               |                                                 |          |